# Барай

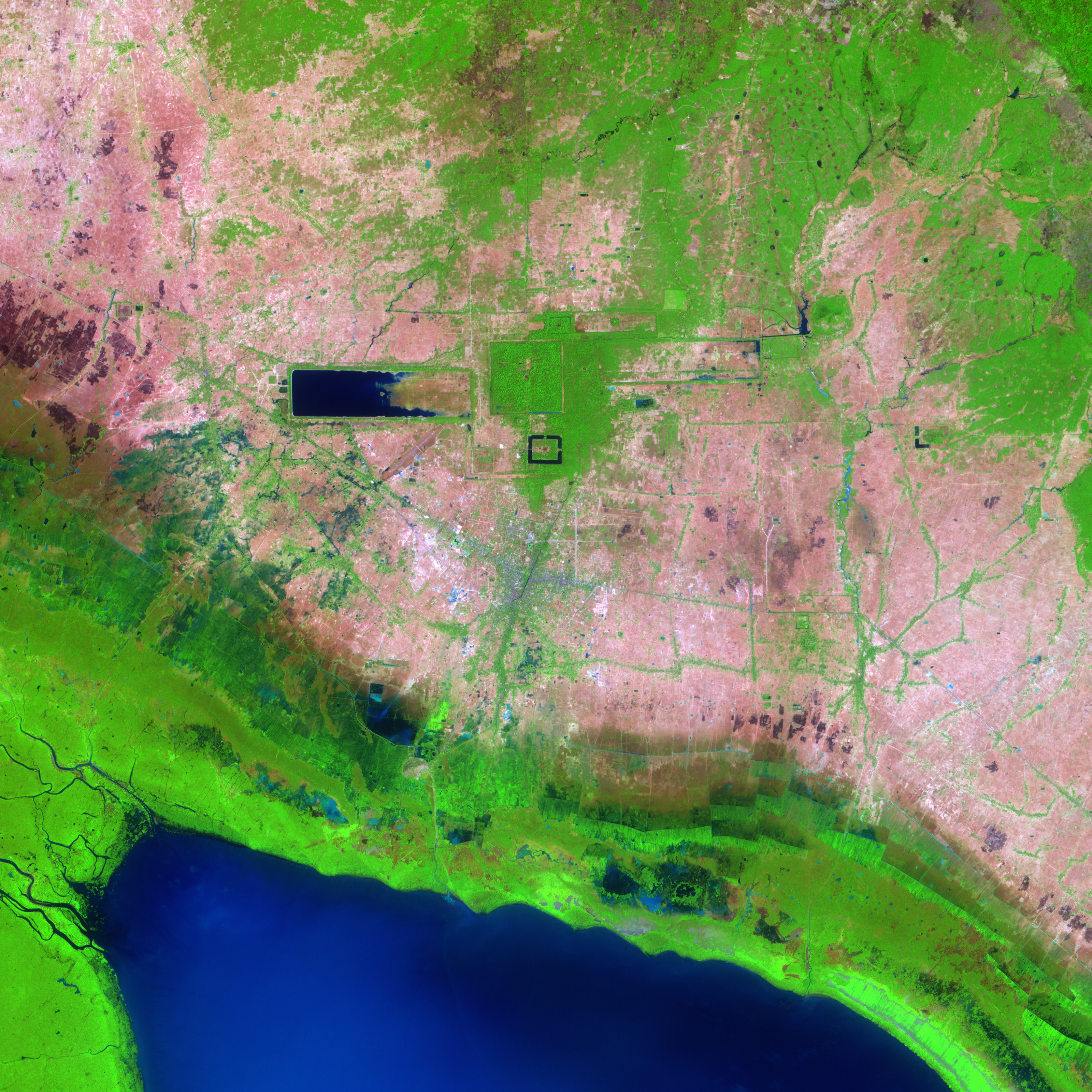
Супутниковий знімок Ангкора: добре видно прямокутний барай у центрі

Барай (букв. штучне водосховище) — штучна водойма в культурі кхмерів. Фактично є резервуаром, оточеним дамбами, практичність яких поєднувалась з викупною символікою: розподіл води монархом гарантував продовження життя на Кхмерській землі й підтверджував саму божественну сутність правителя, який ототожнювався з Індрою.

## Історія
За часів занепаду Кхмерської імперії могутність втратила й сама інституція монархії, через що, серед іншого, припинилось обслуговування бараїв: їх не чистили, вода ставала непридатною до споживання, а через відсутність проток почали розмножуватись малярійні комарі.
Барай має сакральне значення: якщо весь храмовий комплекс — модель всесвіту в центрі з горою Меру, то водосховища, які оточують храм (бараї), є втіленням всесвітнього океану. В той же час вони мали пряме іригаційне призначення.
Барай Індрататака став одним з перших зразків гідротехнічних споруд кхмерів.
Найбільші бараї розташовані біля Ангкора — Східний і Західний бараї. Вони мають прямокутну форму й розміри 8×2,4 і 7,5×1,8 кілометра відповідно. Східний барай мав, імовірно, 3 метри завглибшки та вміщував 37,2 мільйона кубометрів води.